# Dąbrowa (powiat rawicki)
Dąbrowa – wieś w Polsce położona w województwie wielkopolskim, w powiecie rawickim, w gminie Miejska Górka.
| SIMC    | Nazwa | Rodzaj    |
| ------- | ----- | --------- |
| 0373126 | Korea | część wsi |

W latach 1975–1998 miejscowość należała administracyjnie do województwa leszczyńskiego.